# Pays de Galles central
Mid Wales, Canolbarth Cymru
Zones principales
- Territoire restreint (Ceredigion et Powys)
- Territoire étendu (Ceredigion, Gwynedd et Powys)

Comtés
- Territoire approximatif (Cardiganshire, Brecknockshire, Merionethshire, Montgomeryshire et Radnorshire)

Le pays de Galles central (Central Wales en anglais), ou le centre du pays de Galles (Mid Wales en anglais et Canolbarth Cymru en gallois), localement nommé « le Centre » (y Canolbarth en gallois), est une région non officielle du pays de Galles.

## Définition
Le pays de Galles central recouvre les comtés du Ceredigion et du Powys.
Il est bordé au nord par la partie septentrionale, au sud-ouest par la partie occidentale et au sud-est par la partie méridionale.

## Principales villes
- Aberaeron
- Aberdyfi
- Aberporth
- Aberystwyth
- Bala
- Barmouth
- Borth
- Brecon
- Builth Wells
- Caersws
- Cardigan
- Crickhowell
- Dolgellau
- Fairbourne
- Harlech
- Hay-on-Wye
- Knighton
- Lampeter
- Llandrindod Wells
- Llandysul
- Llanidloes
- Llanwrtyd
- Machynlleth
- Montgomery
- New Quay
- Newcastle Emlyn
- Newtown
- Rhayader
- Tregaron
- Tywyn
- Welshpool
- Ystradgynlais